# Comuna Beștemac, Leova
Comuna Beștemac este o comună din raionul Leova, Republica Moldova. Este formată din satele Beștemac (sat-reședință) și Pitești.

## Demografie
Conform datelor recensământului din 2014, comuna are o populație de 832 de locuitori. La recensământul din 2004 erau 1.109 locuitori.

## Administrație și politică
Componența Consiliului local Beștemac (9 consilieri), ales la 5 noiembrie 2023, este următoarea:
|  | Partid                           | Consilieri | Componență | Componență | Componență | Componență | Componență |
|  | -------------------------------- | ---------- | ---------- | ---------- | ---------- | ---------- | ---------- |
|  | Liga Orașelor și Comunelor       | 5          |            |            |            |            |            |
|  | Partidul Acțiune și Solidaritate | 3          |            |            |            |            |            |
|  | Partidul „Renaștere”             | 1          |            |            |            |            |            |